# Garo Aida
Garo Aida (会田 我路?, Aida Garo; 4 novembre 1949) è un fotografo giapponese, molto famoso per le sue foto erotiche.
Ha lavorato anche nella pubblicità.
Negli ultimi anni ha cominciato a pubblicare libri di fotografie di modelle molto giovani, e DVD di questo tipo, diventando ancora più popolare.
La sua modella più famosa è Mao Kobayashi, le altre sono invece Saaya, Kiri Sari, Hibino Azusa.

## Pubblicazioni più significative
- Sho-jo. Japan: Toen Mook, 1981
- Romansu. Tokyo, Japan: Take Shobo, 1981
- Romansu Part 2. Tokyo, Japan: Take Shobo, 1982
- W Face. Tokyo, Japan: Wanibooks, 1994 - ISBN 4-8470-2362-5
- Sweden Sex-Ton. Tokyo, Japan: Kaiohsha, 1994 - ISBN 4-87724-027-6
- Sweden Sex-Ton 2. Tokyo, Japan: Kaiohsha, 1995 - ISBN 4-87724-031-4
- Imouto. Tokyo, Japan: Kaiohsha, 1998 - ISBN 4-87724-076-4
- The Photography of Alice in Wonderland. Japan: Bauhaus, 1999
- Kaoru Seventeen. Tokyo, Japan: Bunkasha, 1999 - ISBN 4-8211-2271-5
- Kaoru 2. Tokyo, Japan: Bunkasha, 2000 - ISBN 4-8211-2315-0
- Sotsugyou Sashin - Kaoru Private Collection. Tokyo, Japan: Bunkasha, 2002 - ISBN 4-8211-2451-3
- The European Fairy Tale. Tokyo, Japan: Bunkasha, 2003 - ISBN 4-8211-2514-5
- Saaya 11 sai. Tokyo, Japan: Bunkasha, 2005 - ISBN 4-8211-2660-5
- Mao 13 sai ~Houjun~. Tokyo, Japan: Bunkasha, 2006 - ISBN 4-8211-2679-6
- Mao 14 sai ~Oto~. Tokyo, Japan: Bunkasha, 2006 - ISBN 4-8211-2683-4

| Controllo di autorità | VIAF (EN) 56169561 · ISNI (EN) 0000 0000 3888 309X · Europeana agent/base/155118 · LCCN (EN) no90000685 · NDL (EN, JA) 00123889 |